# Emotional Rain
Emotional Rain è il settimo album in studio della cantante canadese Lee Aaron, pubblicato nel 1994.

## Tracce
Tutte le tracce sono di Lee Aaron e John Albani tranne dove indicato.
1. Odds of Love – 4:39
2. Baby Go Round – 4:24
3. Fire in Your Flame – 4:35
4. Waterfall – 4:05
5. Inside – 3:40
6. Raggedy Jane – 3:28
7. Soul in Motion – 4:39
8. Emotional Rain – 4:18
9. Judgement Day (Aaron, Albani, Anthony Vandeburg) – 4:16
10. Heaven – 4:37
11. Cry (Aaron, Albani, Vandeburg) – 4:16
12. Had Enough (Aaron, Albani, Vandeburg) – 3:03

Tracce bonus Edizione europea
1. Concrete & Ice (Aaron, Don Harrison, Don Binns, Don Short) – 3:54
2. Strange Alice (Aaron, Harrison, Binns, Short) – 4:46